# Bouchavesnes-Bergen
Pour les articles homonymes, voir Bergen.
Bouchavesnes-Bergen est une commune française située dans le département de la Somme en région Hauts-de-France.
Détruite pendant la Première Guerre mondiale, elle est située sur le circuit du Souvenir.

## Géographie

### Localisation
Bouchavesnes-Bergen est un village rural picard du Vermandois situé dans une vallée sèche surplombant la vallée de la Somme, à 9 km au nord de Péronne, 35 km au sud-est d'Arras, 29 km au sud-ouest de Cambrai. Il est traversé par l'ex-Route nationale 17 (France) (RN 1017). La sortie 13.1 de l'autoroute A1 (Albert - Péronne) se trouve à environ 5 km.

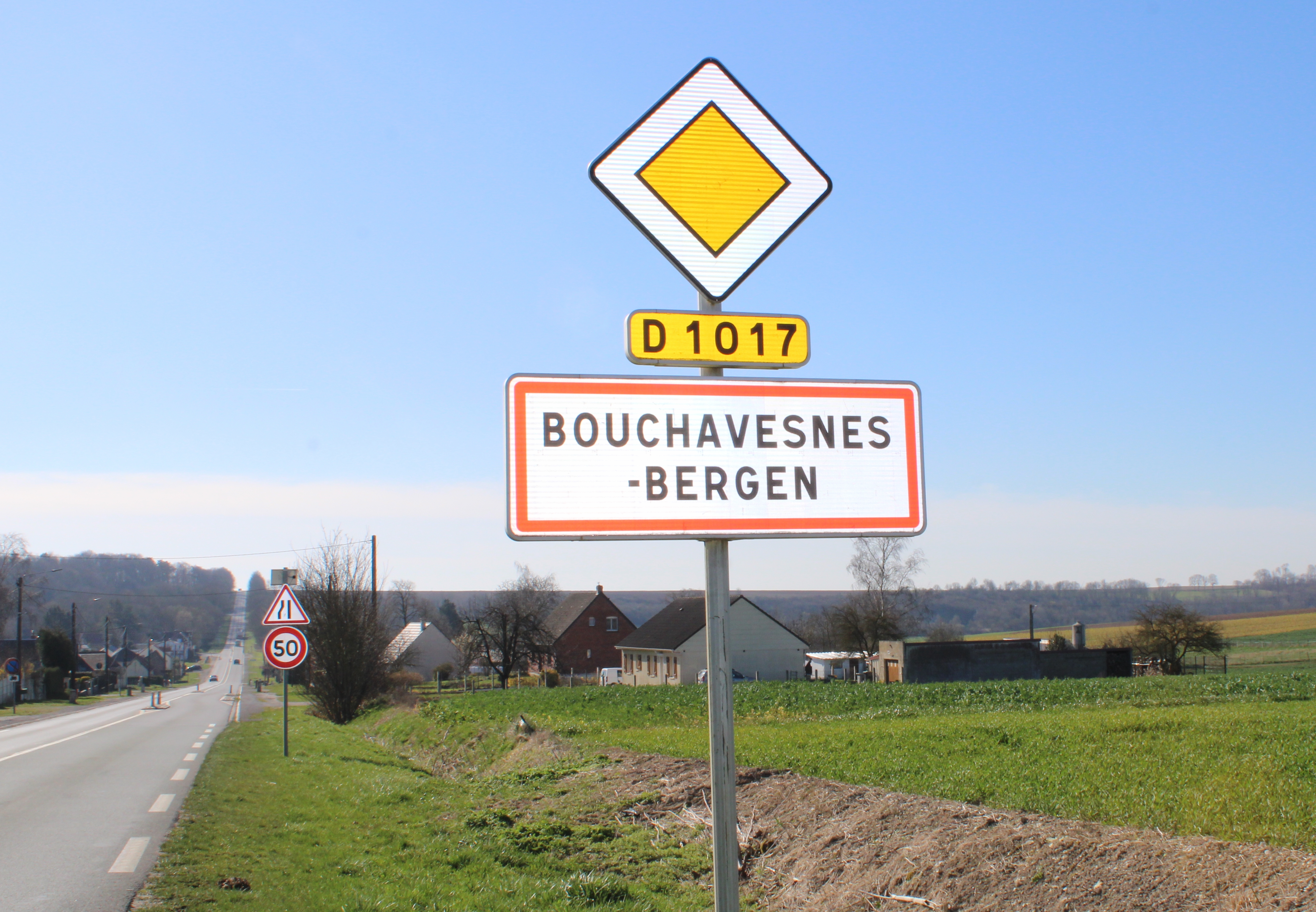
Entrée du village traversé par la D1017.

### Nature du sol et du sous-sol
Le sol de la commune est de nature argileuse, imperméable en beaucoup d'endroits.

### Relief, paysage, végétation
Le relief de la commune est accidenté surtout au sud-ouest et à l'est.

### Hydrographie
La commune est située dans le bassin Artois-Picardie. Elle n'est drainée par aucun cours d'eau.

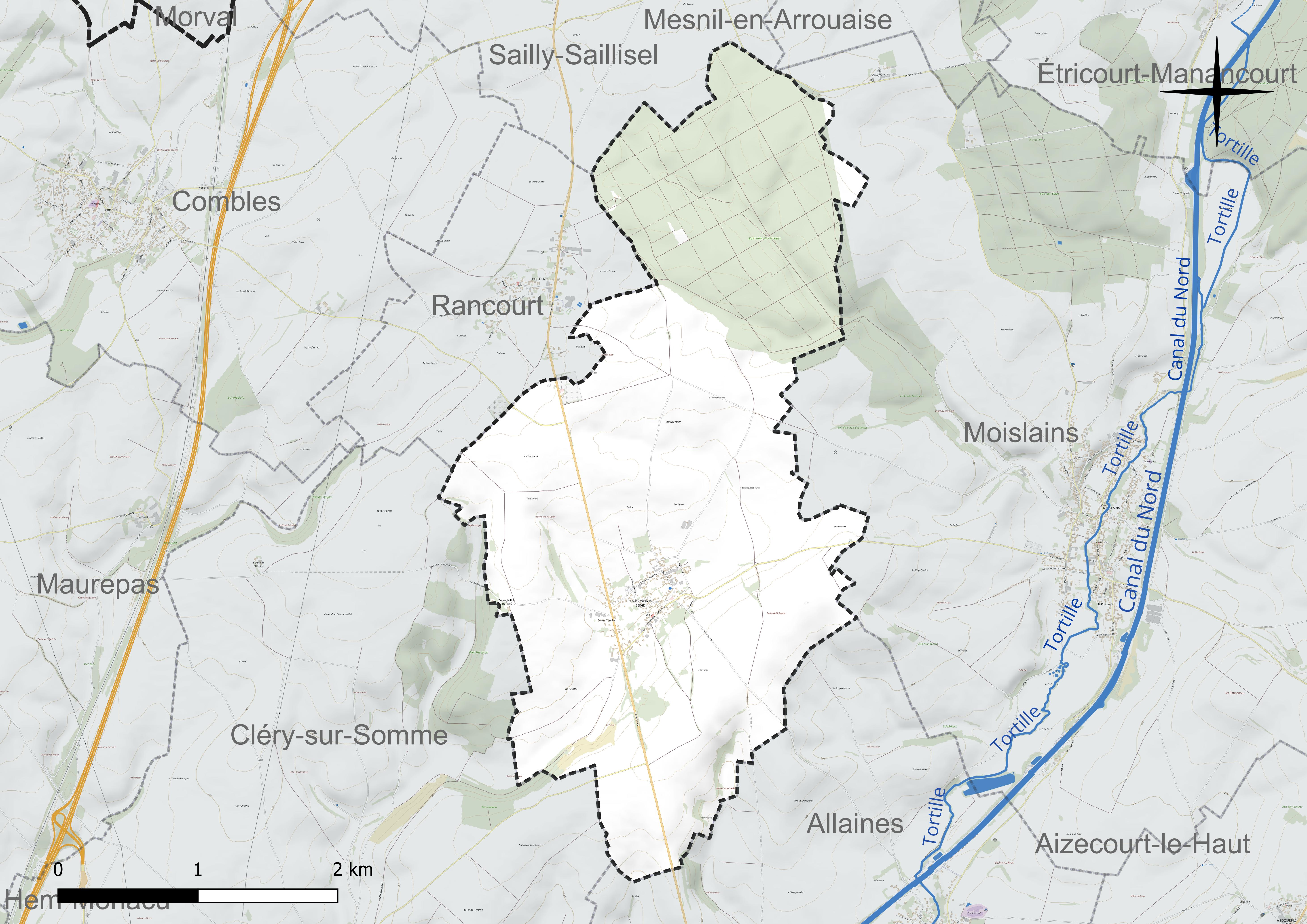
Réseau hydrographique de Bouchavesnes-Bergen.

### Climat
Pour des articles plus généraux, voir Climat des Hauts-de-France et Climat de la Somme.
En 2010, le climat de la commune est de type climat océanique dégradé des plaines du Centre et du Nord, selon une étude du CNRS s'appuyant sur une série de données couvrant la période 1971-2000. En 2020, Météo-France publie une typologie des climats de la France métropolitaine dans laquelle la commune est exposée à un climat océanique et est dans la région climatique Nord-est du bassin Parisien, caractérisée par un ensoleillement médiocre, une pluviométrie moyenne régulièrement répartie au cours de l'année et un hiver froid (3 °C).
Pour la période 1971-2000, la température annuelle moyenne est de 10,2 °C, avec une amplitude thermique annuelle de 14,3 °C. Le cumul annuel moyen de précipitations est de 813 mm, avec 12,1 jours de précipitations en janvier et 9,2 jours en juillet. Pour la période 1991-2020, la température moyenne annuelle observée sur la station météorologique la plus proche, située sur la commune d'Estrées-Mons à 13 km à vol d'oiseau, est de 11,0 °C et le cumul annuel moyen de précipitations est de 647,5 mm,. Pour l'avenir, les paramètres climatiques de la commune estimés pour 2050 selon différents scénarios d'émission de gaz à effet de serre sont consultables sur un site dédié publié par Météo-France en novembre 2022.

## Urbanisme

### Typologie
Au 1er janvier 2024, Bouchavesnes-Bergen est catégorisée commune rurale à habitat dispersé, selon la nouvelle grille communale de densité à sept niveaux définie par l'Insee en 2022.
Elle est située hors unité urbaine. Par ailleurs la commune fait partie de l'aire d'attraction de Péronne, dont elle est une commune de la couronne,. Cette aire, qui regroupe 52 communes, est catégorisée dans les aires de moins de 50 000 habitants,.

### Occupation des sols
L'occupation des sols de la commune, telle qu'elle ressort de la base de données européenne d'occupation biophysique des sols Corine Land Cover (CLC), est marquée par l'importance des territoires agricoles (70 % en 2018), une proportion identique à celle de 1990 (70 %). La répartition détaillée en 2018 est la suivante : 
terres arables (68,1 %), forêts (25,7 %), zones urbanisées (4,3 %), zones agricoles hétérogènes (1,9 %). L'évolution de l'occupation des sols de la commune et de ses infrastructures peut être observée sur les différentes représentations cartographiques du territoire : la carte de Cassini (XVIIIe siècle), la carte d'état-major (1820-1866) et les cartes ou photos aériennes de l'IGN pour la période actuelle (1950 à aujourd'hui).

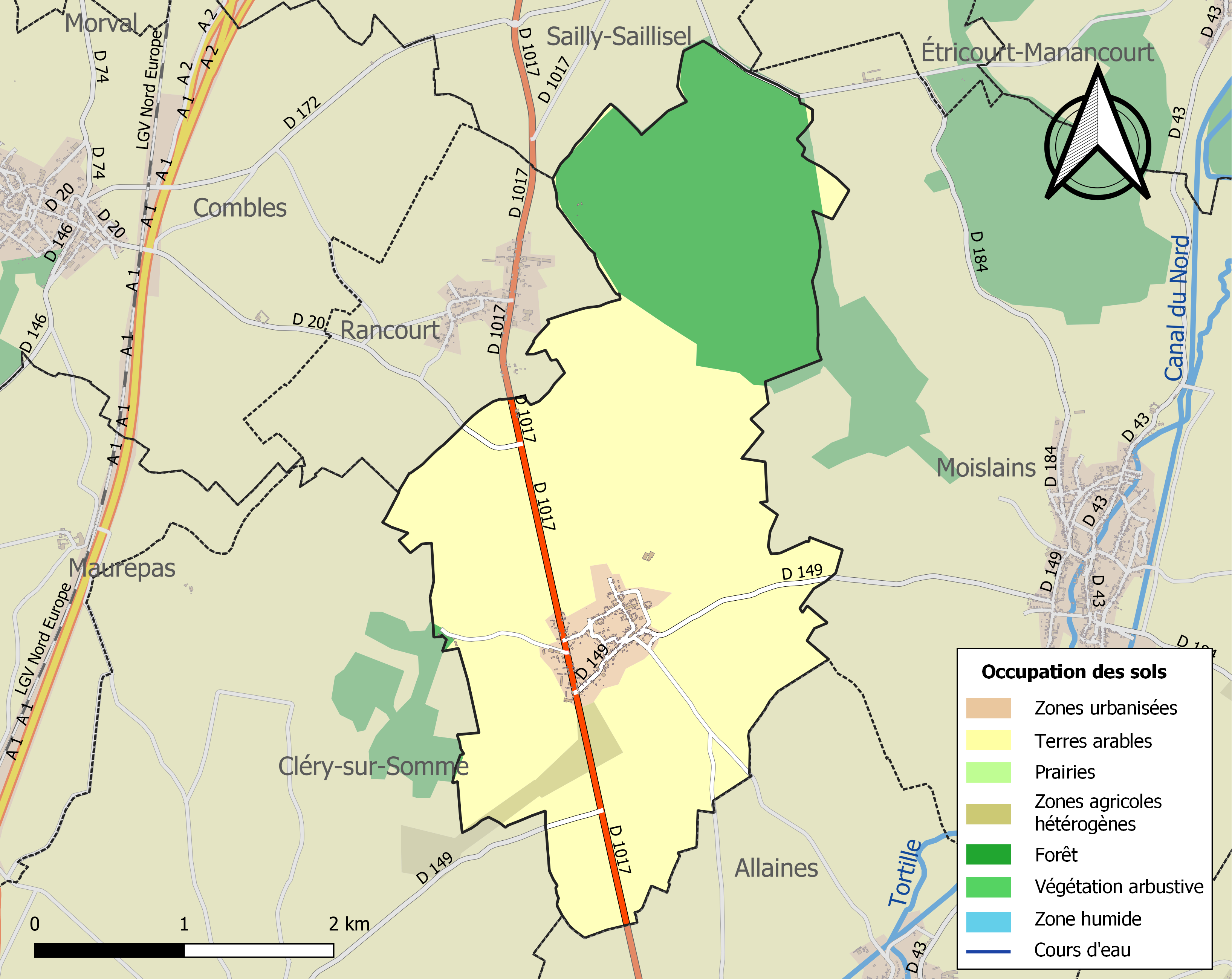
Carte des infrastructures et de l'occupation des sols de la commune en 2018 (CLC).

### Voies de communication et transports
Le territoire de la commune est traversé du nord au sud par la D 1017, ancienne N 17 qui relie Bapaume au nord à Péronne au sud.

En 2019, la localité est desservie par la ligne d'autocars no 39 (Albert - Péronne) du réseau Trans'80, Hauts-de-France, chaque jour de la semaine sauf le dimanche et les jours fériés.

## Toponymie
Le nom de la localité est attesté sous les formes Buschavenae en 1138, Buiscavenne en 1139, Bossier avanae en 1202, Boisceavesnes en 1217.
Il s'agit d'un type toponymique en -avesne. L'origine de l'appellatif avesne est discutée.
Ernest Nègre reprenant la suggestion d'Albert Dauzat, y voit un dérivé du mot avoine. Ernest Nègre suppose qu'il s'agit de l'ancien français avenesne, issu d'un terme bas latin non attesté *avenesna « terre propice à l'avoine ». Il se serait hypothétiquement réduit à avesne, puisque les différents Avesnes ne sont jamais mentionnés sous la forme *Avenesne.
Le bas latin *avenesna est un dérivé du latin avena qui a donné avoine en français, anciennement aveine (XIIe siècle) forme en usage jusqu'au XVIIIe siècle, la forme avoine apparaît cependant dès le XIIIe siècle conjointement.
 Il se base sur le glossaire du latin médiéval de Du Cange qui cite les mots latin(isé) Avesna et d'ancien français Avenesne tous deux apparaissant dans des textes tardifs du XIIIe siècle.
En revanche, les formes les plus anciennes du type Avesnes remontent au VIIIe – IXe siècle sont toutes basées sur un radical Avis(i)n-,.  Ainsi en témoignent, par exemple Avesnes-Chaussoy (Somme, Avisnas en 750), Avesnes (Somme, Vron, Avisnis en 844), Avesnes-le-Sec (Nord, Avisinas en 775), Avesnes-en-Bray (Seine-Maritime, Avisnis en 842). Maurits Gysseling et à sa suite, François de Beaurepaire considèrent qu'il est semblable au radical du mot germanique avisna / afisna (cf. vieil anglais æfesn « pâturage »),. Il est possible qu'une attraction du terme aveine se soit exercée postérieurement, dans ce cas dès le XIIe siècle, le mot germanique n'étant plus compris et l'existence de champs d'avoine étant vraisemblable. On sait que sur les 703 hectares de terres labourables de la commune, 160 hectares étaient consacrés à la culture de l'avoine en 1899. Cependant les Avesnes se retrouvent dans le pays de Bray, zone de bocage et de pâturages, ce qui est également le cas de l'Avesnois. Enfin le sens de « pâturage » est attesté dans Les Avesnes (Seine-Maritime, Communes patures nommées les Avesnes dans le fief de Montérolier 1455).
En France, le type toponymique Avesnes, -avesnes reste concentré en Picardie, dans le Nord-Pas-de-Calais et en Normandie. Il se retrouve dans des régions où la toponymie révèle la présence de divers appellatifs germaniques et où l'archéologie a découvert des sites liés à la présence des Francs et des Saxons.
Le premier élément Bouche- est obscur. Albert Dauzat propose prudemment un anthroponyme germanique Bucco ou un verbe bocer « bosseler », cependant il ne connaît pas de forme ancienne. Ernest Nègre suppose un emploi hypothétique du mot bouche (bouque en picard) au sens de « botte, fagot, javelle », mais sans donner de signification globale au toponyme. Les formes anciennes ne vont pas dans le sens de cette explication, elle postule au contraire un élément Busch-, devenu Buisc- ou Boisc-, qui représente plutôt l'appellatif busc « buisson, lande, bois » (apparenté à bûche, buisson), variante de bosc > bois et que l'on retrouve dans Bucamps (Oise, Buschans 1075), c'est-à-dire « le champ aux buissons » de structure identique, Boucheavesne signifierait donc « le pâturage aux buissons ».
En 1920, la commune prend le nom de Bouchavesne-Bergen en hommage à la ville norvégienne de Bergen qui finança une partie de sa reconstruction après la Première Guerre mondiale.

## Histoire

### Antiquité
C'est aux portes de Bouchavesnes que les Francs, alors sous les ordres de Clodion le Chevelu, perdent la bataille d'Helena contre les troupes romaines commandées par Aetius et son lieutenant Majorien.

### Moyen Âge
En 1177, il est fait mention de Bouchavesnes dans une charte de l'Abbaye Saint-Nicolas d'Arrouaise où parait, comme témoin, Mathieu de Bouchavennes, de l'illustre famille de ce nom.
En 1189, Baudouin, abbé de Mont-Saint-Quentin, donne à vie quelques arpents de terres à des colons de Bouchavesnes, à la charge de lui fournir des pierres pour la construction de son église.
On retrouve encore les seigneurs de Bouchavennes dans un aveu de 1214 fait au roi à cause de son château de Péronne.

### Époque moderne

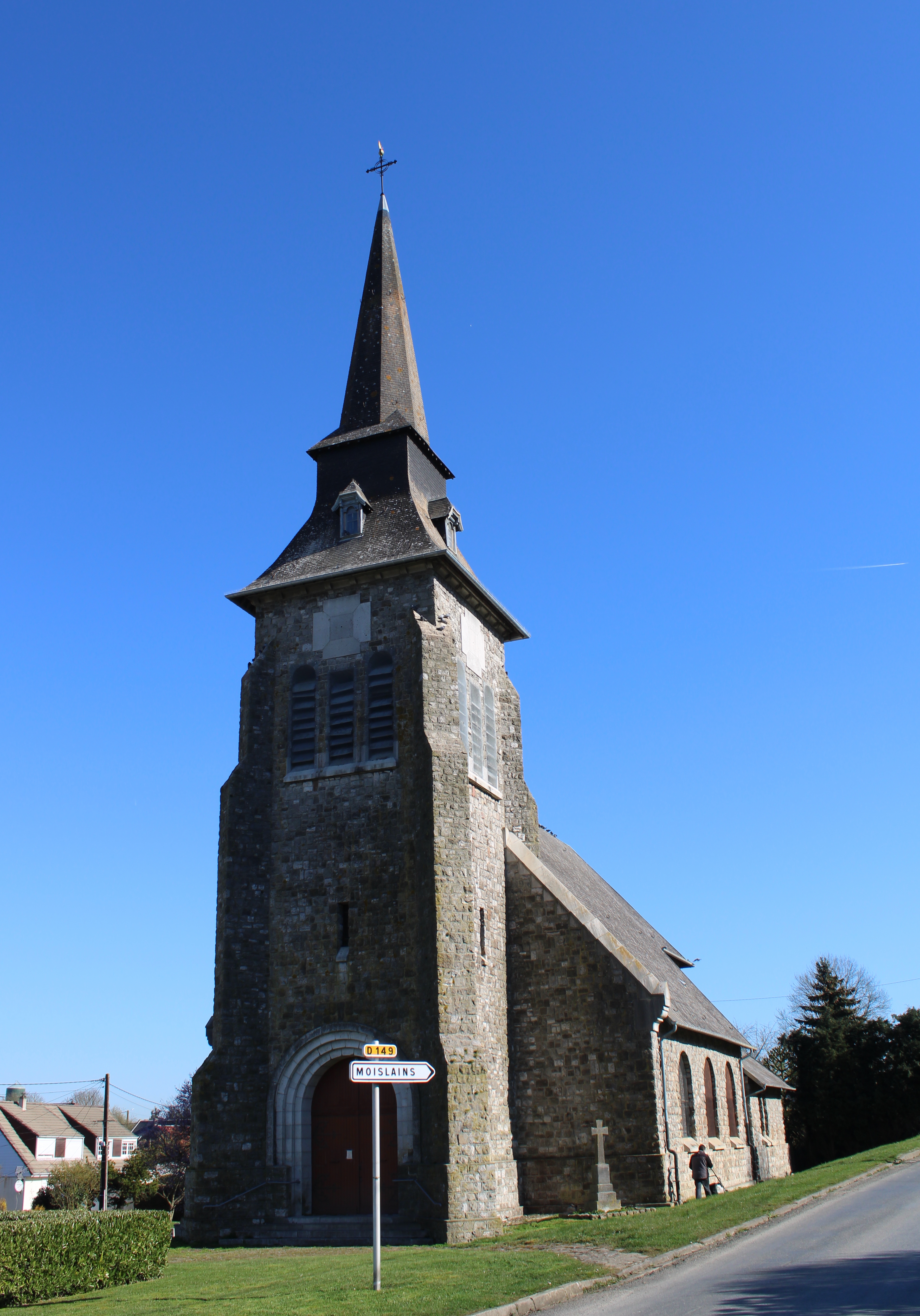
L'église Saint-Paul.

Vers 1567 commence la nouvelle maison Lameth-Bouchavennes. Josias de La Meth, seigneur de Bouchavennes, gouverneur de Laon, épouse Madeleine Créqui-Bernieules. Leur fils, Ferry de La Meth, est vicomte de Monchy-Lagache, enseigne des gardes du roi. Antoine de La Meth-Bouchavennes, leur second fils, est tué à la Bataille de Honnecourt, en 1645.
Le château de Bouchavesnes est cité autrefois au nombre des forteresses importantes de la province et en a subi le sort, puisqu'il a été détruit par l'ordre de Louis XIII. Il s'élevait sur la côte, au sud-est de l'église, avec une enceinte de murailles crénelées, dont les angles et l'entrée principale étaient défendus par des tours massives de forme ronde. La porte de cette forteresse se trouvait près de l'école avant la Première Guerre mondiale, où l'on pouvait encore voir des grès, des pierres, et des cintres sculptés provenant des souterrains du château fort.

### Époque contemporaine

#### XIXesiècle
La Seconde République instaure le suffrage universel masculin : en 1849, comme dans toutes les communes de France, la totalité de la population masculine majeure peut voter pour la première fois. Voici la répartition (en nombre) de quelques patronymes des électeurs :
| Abraham | Adam | Roussel |
| 1       | 6    | 1       |

Le droit de vote des femmes n'a été reconnu en France qu'en 1945, et l'âge de la majorité civile  n'a été abaissé de 21 à 18 ans qu'en 1974.
On compte en 1899 trois écarts : les Dix-Huit : 3 habitants, le Bois Saint-Pierre Vast : 2 habitants et le Bois l'Abbé : 2 habitants.

#### Première Guerre mondiale
Durant la Première Guerre mondiale, au cours de la Bataille de la Somme, la commune de Bouchavesnes - aux mains des Allemands depuis 1914 - est reprise, le 12 septembre 1916, par la 41e division d'infanterie et le 8e régiment d'infanterie de l'Armée française, au cours d'âpres et meurtriers combats. Le village est totalement ruiné.
Le 25e bataillon de Chasseurs à Pied (127e DI) était également engagé à Bouchavesnes le 25 septembre 1916 et enlève la première ligne ennemie puis repousse une forte contre-attaque. Il est cité à l'Ordre du Corps d'Armée.
Le village est considéré comme détruit à la fin de la guerre et a  été décoré de la Croix de guerre 1914-1918, le 27 octobre 1920.

#### Entre-deux-guerres
Après la Première Guerre mondiale, Haakon Wallem, norvégien et armateur fortuné en visite en France, parcourt les régions situées sur le front et les lieux de combat de la Première Guerre mondiale. Particulièrement frappé par l'état de destruction de certains villages, il rencontre le maréchal Foch et lui demande de désigner une de ces communes meurtries à adopter. Le généralissime nomme le village de Bouchavesnes qui, à ses yeux, est le plus touché. Des donations viennent alors de Norvège afin d'aider les Picards dans leur détresse. Pour remercier le philanthrope et ce pays ami, Bouchavesnes devient Bouchavesnes-Bergen en 1920, du nom de la ville de Bergen d'où est originaire Haakon Wallem. Un médaillon représentant son portrait ainsi qu'un autre représentant la ville de Bergen sont présents sur le fronton de la mairie.

## Politique et administration

### Rattachements administratifs et électoraux
Rattachements administratifs
La commune se trouve dans l'arrondissement de Péronne du département de la Somme.
Elle faisait partie depuis 1801 du canton de Péronne. Dans le cadre du redécoupage cantonal de 2014 en France, cette circonscription administrative territoriale a disparu, et le canton n'est plus qu'une circonscription électorale.
Rattachements électoraux
Pour les élections départementales, la commune fait partie depuis 2014 d'un nouveau canton de Péronne
Pour l'élection des députés, elle fait partie de la cinquième circonscription de la Somme.

### Intercommunalité
Bouchavesnes-Bergen est membre de la communauté de communes de la Haute Somme, un établissement public de coopération intercommunale (EPCI) à fiscalité propre recréé en 2012 par la fusion d'anciennes intercommunalités et auquel la commune a transféré un certain nombre de ses compétences, dans les conditions déterminées par le code général des collectivités territoriales.

### Liste des maires

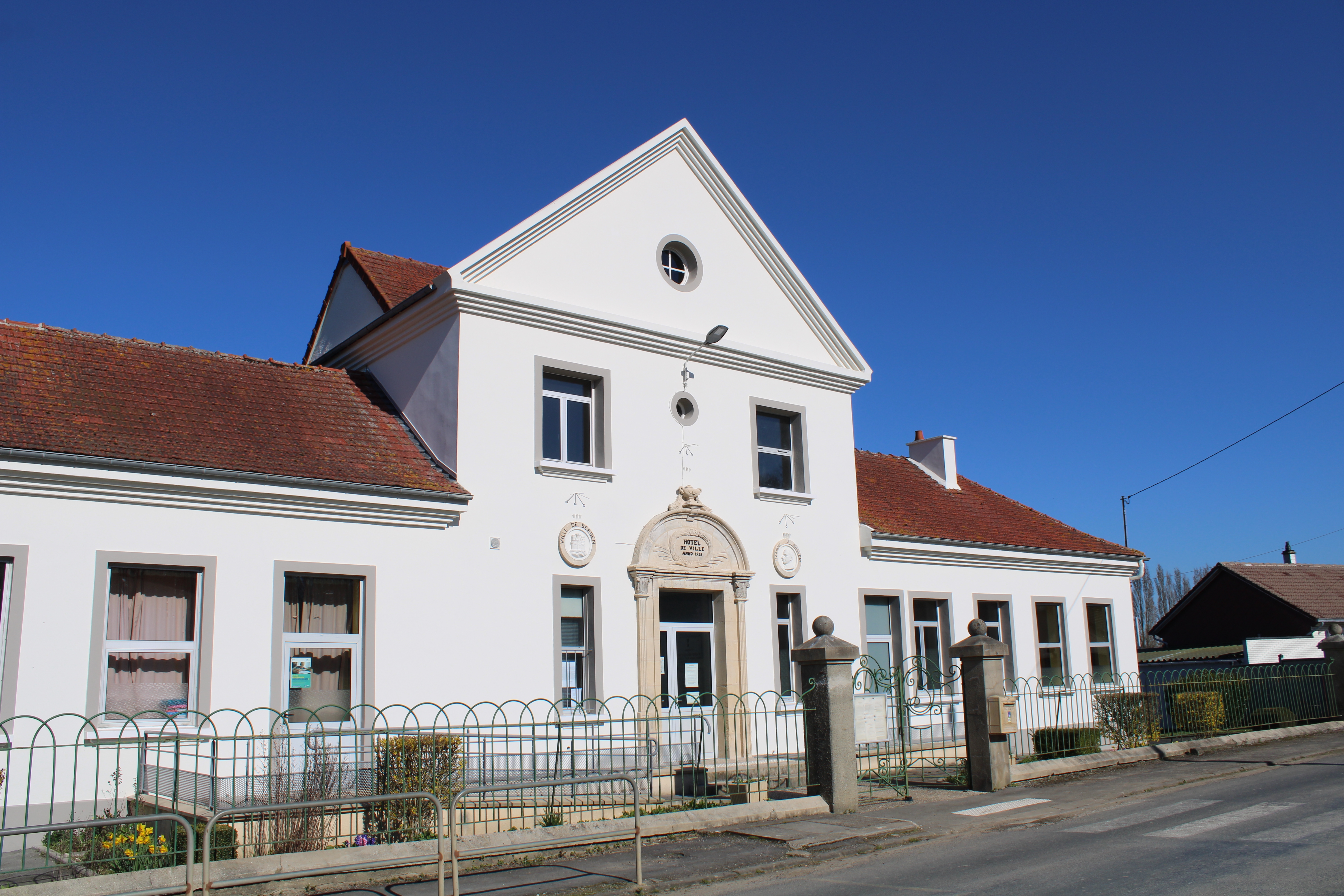
La mairie.

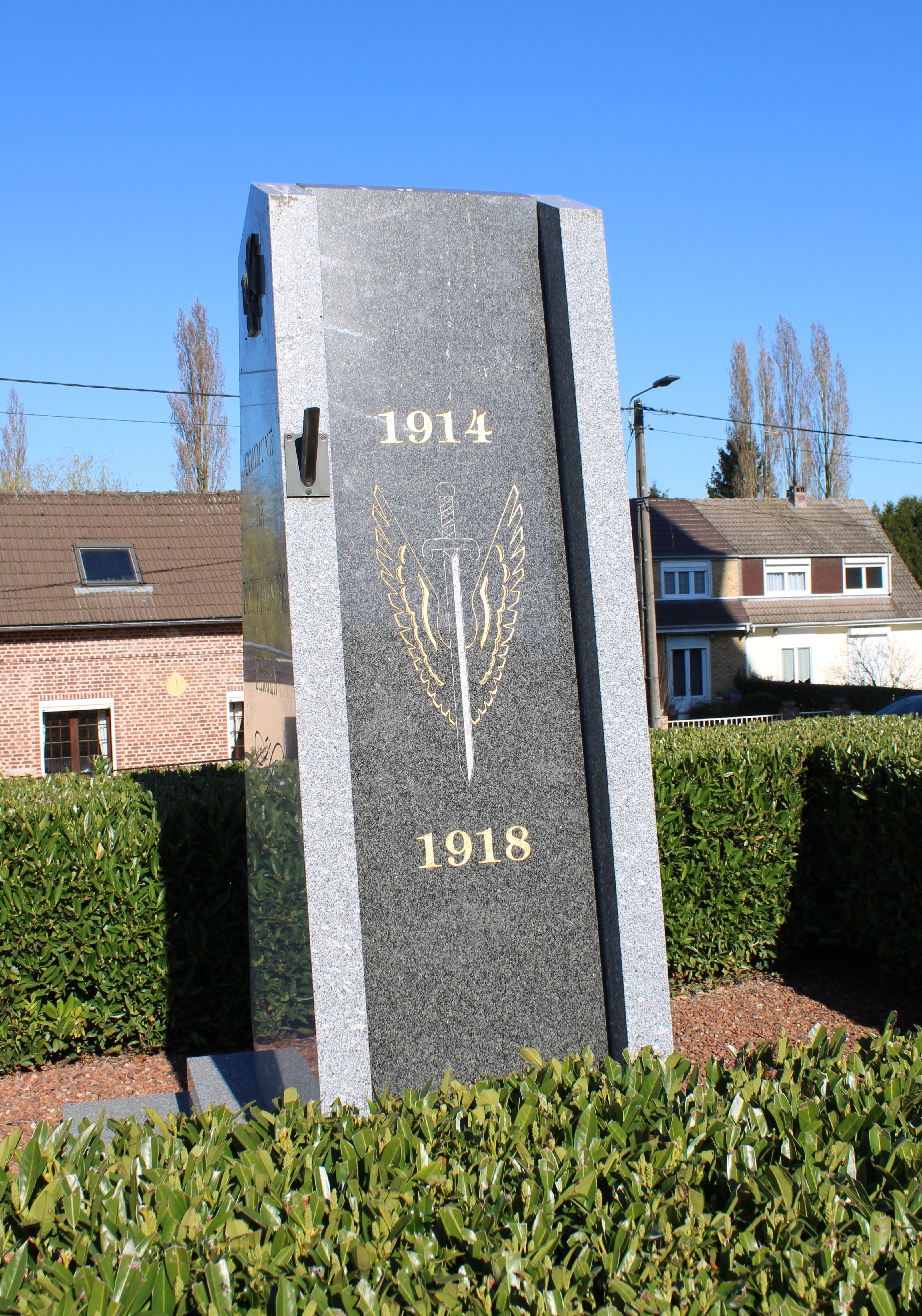
Le monument aux morts.

## Population et société
Les habitants de la commune sont appelés les Bouchavesnois.

### Démographie
L'évolution du nombre d'habitants est connue à travers les recensements de la population effectués dans la commune depuis 1793. Pour les communes de moins de 10 000 habitants, une enquête de recensement portant sur toute la population est réalisée tous les cinq ans, les populations de référence des années intermédiaires étant quant à elles estimées par interpolation ou extrapolation. Pour la commune, le premier recensement exhaustif entrant dans le cadre du nouveau dispositif a été réalisé en 2006.

En 2022, la commune comptait 287 habitants, en évolution de −3,69 % par rapport à 2016 (Somme : −1,26 %, France hors Mayotte : +2,11 %).
| 1793 | 1800 | 1806 | 1821 | 1831 | 1836 | 1841 | 1846 | 1851 |
| ---- | ---- | ---- | ---- | ---- | ---- | ---- | ---- | ---- |
| 534  | 556  | 580  | 608  | 676  | 713  | 706  | 700  | 682  |

| 1856 | 1861 | 1866 | 1872 | 1876 | 1881 | 1886 | 1891 | 1896 |
| ---- | ---- | ---- | ---- | ---- | ---- | ---- | ---- | ---- |
| 688  | 716  | 681  | 658  | 678  | 624  | 611  | 569  | 552  |

| 1901 | 1906 | 1911 | 1921 | 1926 | 1931 | 1936 | 1946 | 1954 |
| ---- | ---- | ---- | ---- | ---- | ---- | ---- | ---- | ---- |
| 518  | 517  | 455  | 212  | 221  | 226  | 244  | 255  | 257  |

| 1962 | 1968 | 1975 | 1982 | 1990 | 1999 | 2006 | 2011 | 2016 |
| ---- | ---- | ---- | ---- | ---- | ---- | ---- | ---- | ---- |
| 247  | 239  | 225  | 277  | 359  | 326  | 332  | 339  | 298  |

| 2021 | 2022 | - | - | - | - | - | - | - |
| ---- | ---- | - | - | - | - | - | - | - |
| 285  | 287  | - | - | - | - | - | - | - |

### Enseignement
Le regroupement pédagogique intercommunal Bouchavesnes - Sailly-Saillisel compte cinq classes à la rentrée scolaire 2017. Une des classes de ce RPI se trouve dans la mairie-école.

## Culture locale et patrimoine

### Lieux et monuments

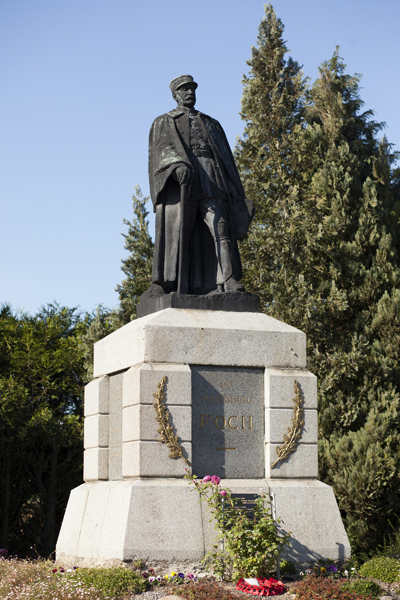
Statue du maréchal Foch.

- La mairie, reconstruite dans l'entre-deux-guerres grâce à la générosité de la ville de Bergen. Elle est l'œuvre de l'architecte norvégien Ole Landmark[22].
- L'église Saint-Paul, reconstruite après sa destruction lors de la Première Guerre mondiale[33],[26].

- Monument aux morts, par Firmin Michelet, de 1926[34] - En 1996 le monument, abîmé, fut remplacé par une stèle en granit[35],[36].

- Statue du maréchal Foch, par Firmin Michelet,  inauguré le 4 juillet 1926 en présence du maréchal Foch, érigée à l'initiative d'Haakon Wallem.
- Chapelle Notre-Dame de Brebières. Reconstruite après la Première Gierre mondiale, la chapelle primitive datait de 1870[37].
- Chapelle Notre-Dame-de-Lourdes, donnée à l'hôpital de Péronne, route de Moislains[37].
- Chapelle du Souvenir français devant la nécropole de Bouchavesnes-Bergen, construite en 1922 à l'initiative de la famille du soldat Jean Du Bos, tué le 25 septembre 1916 en participant à l'assaut de Rancourt. Propriété du Souvenir français, elle est réhabilitée en 2020 pour en faire un musée de l'histoire des religions durant la Grande Guerre[38],[39]

- Cimetières militaires britannique et allemand de la Première Guerre mondiale[40] : 
  - nécropole nationale de Rancourt
  - Cimetière militaire allemand de Rancourt

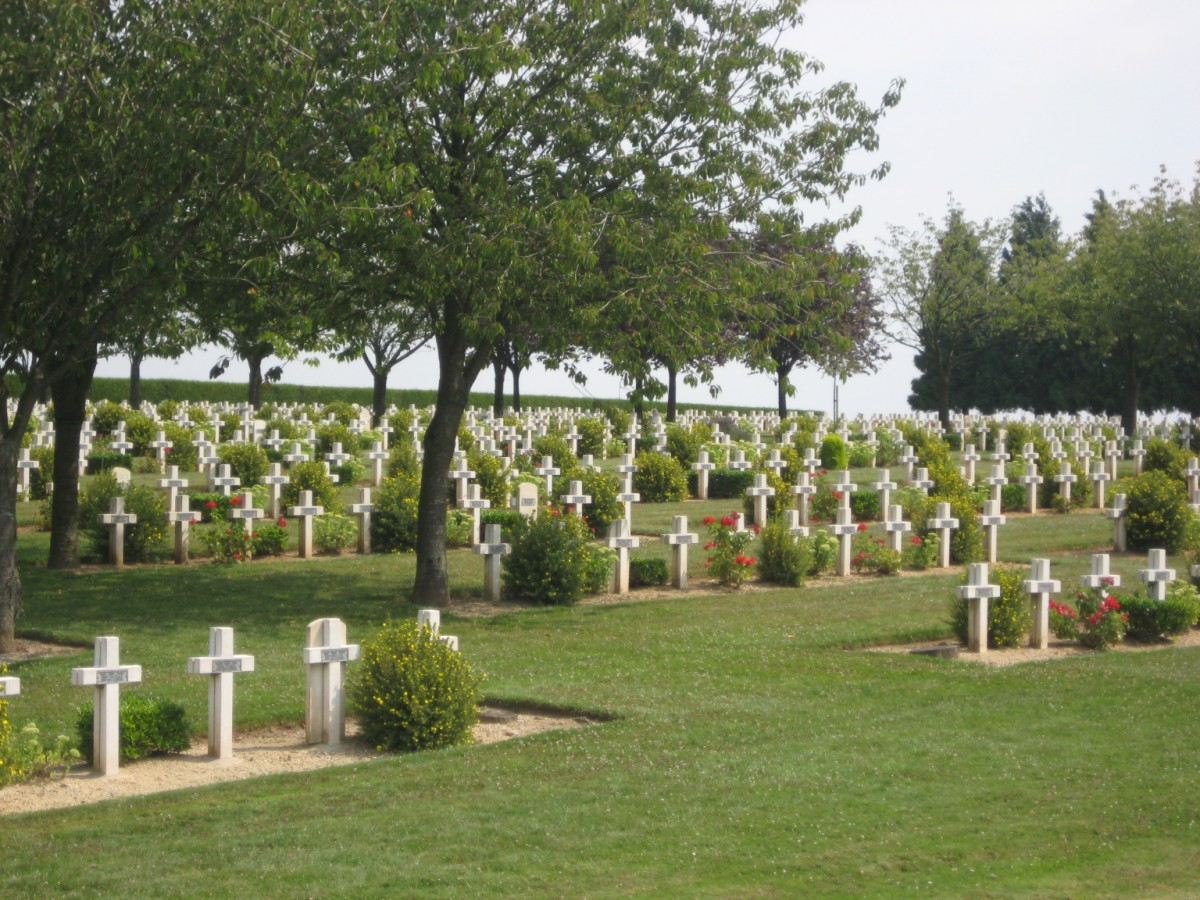
Nécropole française.
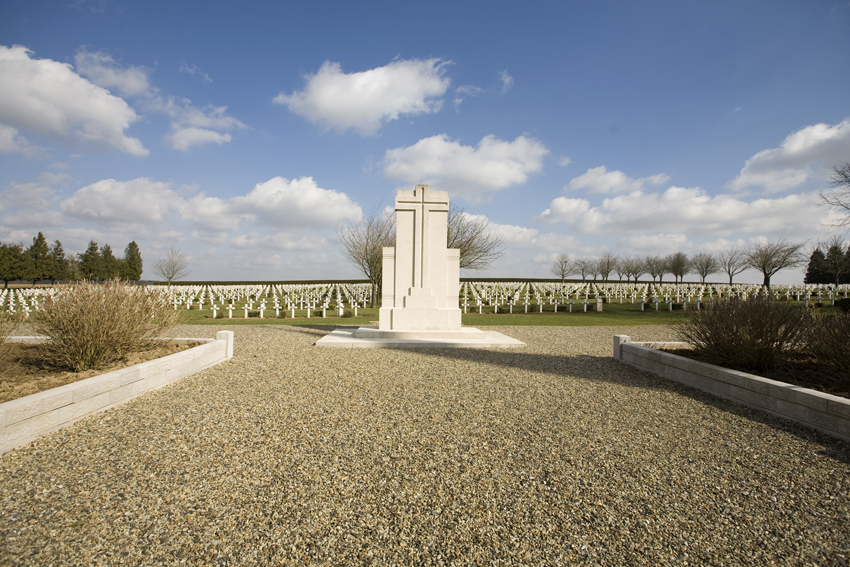
Monument de la nécropole française.
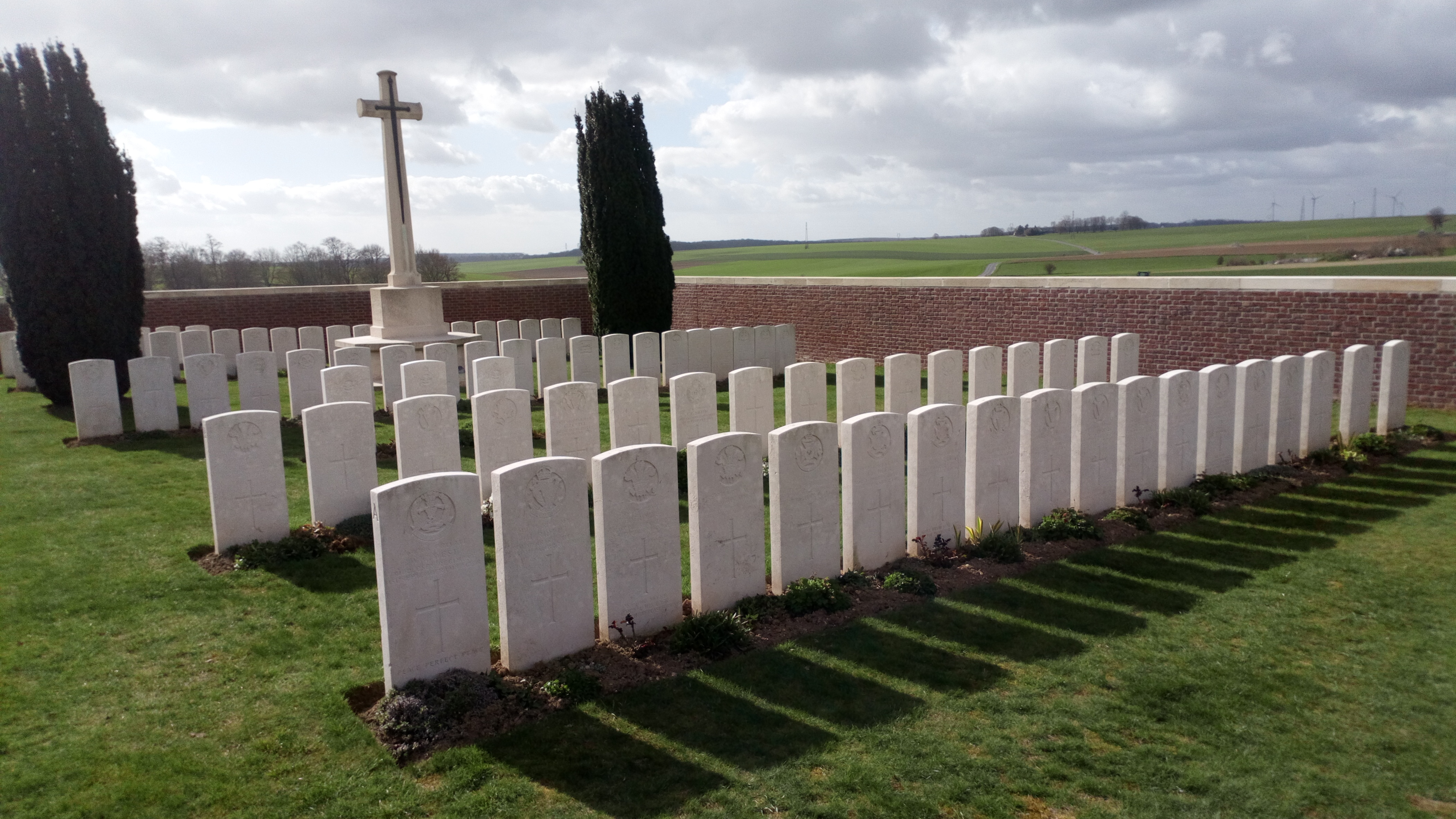
Cimetière britannique.

- Un tombeau se trouve en plein champ, juste avant la chapelle de Rancourt et Bouchavesnes. Le soldat Maurice Gallé, du 106e R.I., mort là le 25 septembre 1916, y est enterré. Blessé au ventre en secteur allemand, il meurt à l'âge de 21 ans. Porté d'abord disparu, il n'est déclaré mort que lorsque les Britanniques reprennent le secteur et découvrent son corps en mars 1917.
Fils unique, ses parents, originaires de Creil achètent le terrain à la commune de Bouchavesnes pour y faire construire une tombe en l'honneur de leur fils, Maurice. 
Le monument, qui comporte aussi les noms des soldats de Bouchavesnes, morts au combat, est inauguré en 1922.
Le tombeau, surmonté d'une grande croix, existe toujours. Il est situé à la croisée du chemin rural du Moulin-Fondu et de celui du Paradis-des-Vaches, en face de la D 149 venant de Cléry-sur-Somme[41].

#### Via Francigena
La via Francigena qui part de Canterbury (Royaume-Uni) pour rallier Rome passe dans le village,.

### Personnalités liées à la commune
- Jules Toquenne (1854-1928), un enfant du pays, né de parents obscurs, s'engage à dix huit ans dans l'infanterie de marine, prend part à l'expédition du Tonkin, où il se couvre de gloire et conquiert le grade de capitaine. Au cours de l'année 1898, cet officier se signale à Madagascar en faisant prisonnier un des chefs les plus influents des révoltés, ce qui lui vaut d'être promu officier de la Légion d'honneur et commandant[1],[44].
- Jean-Baptiste Cauet (1843-1918), curé de la commune, membre titulaire non résidant de la Société des antiquaires de Picardie depuis 1891, s'est intéressé aux vestiges de certaines sépultures gallo-romaines présentes dans les carrières de phosphate à Bouchavesnes et dans les villages avoisinants.

### Bouchavesnes-Bergen dans la littérature
- C'est dans les tranchées de première ligne appelées Bingo Crépuscule, dans le secteur de Bouchavesnes, que Sébastien Japrisot, dans son roman, Un long dimanche de fiançailles, situe le lieu où Manech Etchevery a été fusillé[45].

### Héraldique
| Blason de Bouchavesnes-Bergen | Blason  | De gueules à la croix engrelée d'or |
| Blason de Bouchavesnes-Bergen | Détails | L'Armorial de Rietstap indique le même blason mais aux couleurs inversées. Cependant aucune autre source antérieure ne fait mention de ces couleurs. On est donc en droit de penser à une erreur de la part de Riestap (1828-1891), ayant été reprise par la suite. D'autant qu'Aubert de La Chesnaye Des Bois (1699-1783) indique bien celui représenté ici. Il est d'ailleurs repris par des sources plus lointaines et locales, comme dans les Mémoires de la Société des antiquaires de Picardie Société des antiquaires de Picardie du 1er Janvier 1861, ou encore le Bulletin de la Société académique de Chauny Société académique de Chauny du 1er Janvier 1887. Ce dernier fait alors mention de la cloche de Quincy de 1613, dont les armes étaient celles du seigneur de Bouchavesnes, Josias de Lameth-Bouchavesnes et non celles de Créquy. Le statut officiel du blason reste à déterminer. |